# I Need You (America)
I Need You è il secondo singolo del gruppo musicale Inglese America, pubblicato nel 1972

## Descrizione
La canzone fu scritta dal membro Gerry Beckley. Il singolo contiene sul lato B Riverside.
È inclusa negli album Live (1977), In Concert (1985), In Concert (King Biscuit), Horse With No Name (1995) e The Grand Cayman Concert (2002). La versione studio fa invece parte delle raccolte Highway (2000) e The Complete Greatest Hits (2001).
George Martin creò un remix della versione studio e la incluse nel disco History: America's Greatest Hits (1975).
Il singolo raggiunse la nona posizione nella Billboard Hot 100.